# Police u Mohelnice
Police (deutsch Polleitz) ist eine Gemeinde in Tschechien. Sie liegt sieben Kilometer nordöstlich von Mohelnice und gehört zum Okres Šumperk.

## Geographie
Police erstreckt sich in der Úsovská vrchovina (Ausseer Hügelland) in der Talmulde des Baches Rohelnice. Nordwestlich erhebt sich die Malá Polanka (450 m) und im Süden die Uhliská (293 m). Südlich des Dorfes liegt der Teich Polický rybník.
Nachbarorte sind Bezděkov u Úsova im Norden, Veleboř im Nordosten, Klopina im Osten, Úsov im Südosten, Stavenice und Třeština im Südwesten, Háj, Libivá und Květín im Westen sowie Lukavice, Bohuslavice und Dubicko im Nordwesten.

## Geschichte

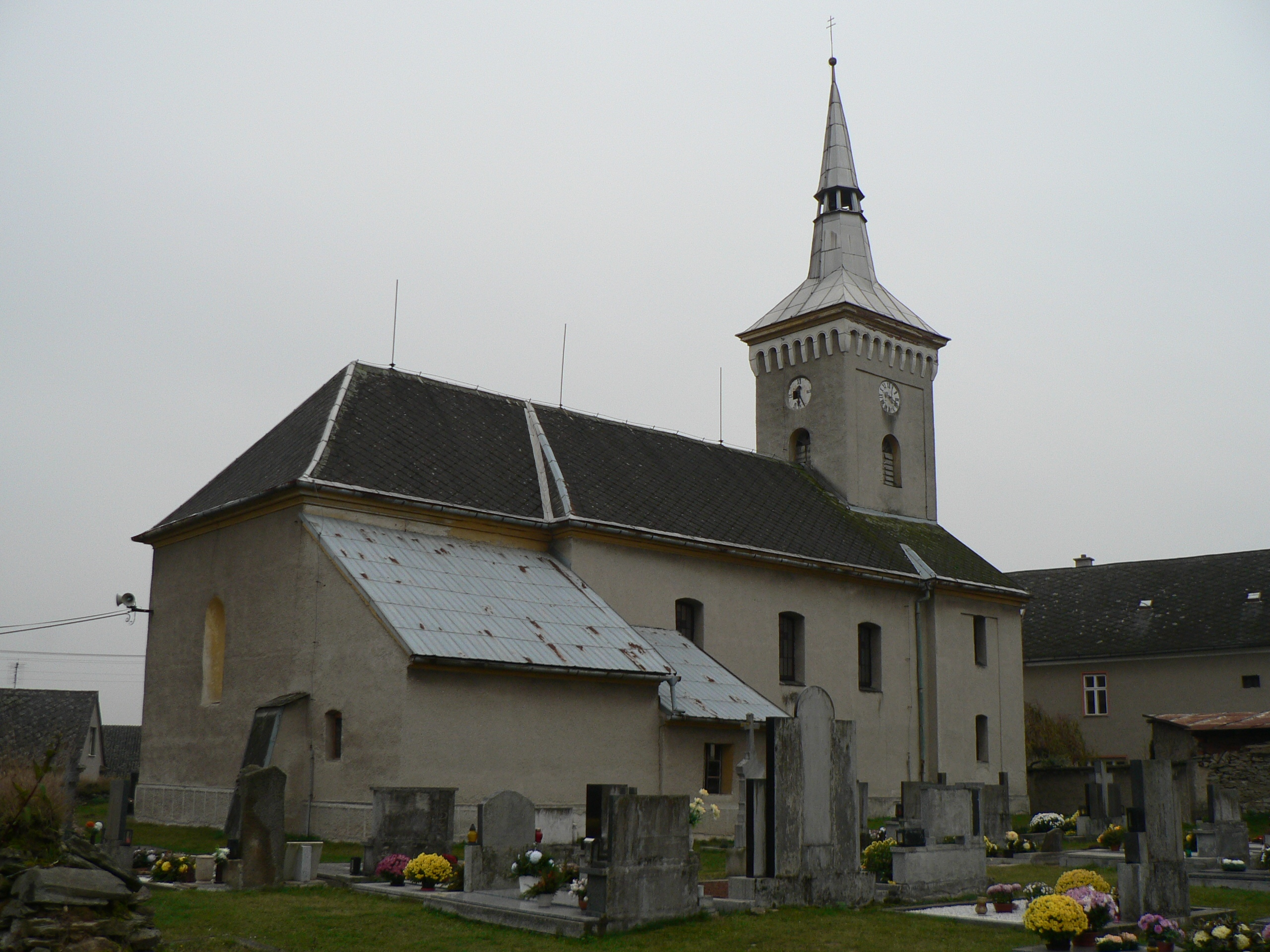
Kirche St. Nikolaus

Die erste schriftliche Erwähnung aus dem Jahre 1312 betrifft den Altar der Kirche des hl. Nikolaus. 1343 wurden Police und Džbánov zusammen mit elf weiteren Dörfern und dem Städtchen Aussee als Teil der landesherrlichen Burgherrschaft Aussee durch Johann von Luxemburg an die Herren von Sternberg verpfändet. Seit 1437 ist eine Wassermühle in Džbánov nachweisbar. Die Pfarre bestand bis etwa 1600, danach wurde die Kirche in Police zu einer Filiale der Ausseer Pfarrkirche St. Ägidius. Während des Dreißigjährigen Krieges wurde die Gegend verwüstet und verödete. Im Hufenregister von 1677 sind für Police und Džbánov 25 Anwesen ausgewiesen, von denen fünf wüst lagen. Später wuchsen Police und Džbánov zu einem Dorf zusammen. 1834 lebten in den 56 Häusern von Police 336 Menschen. Das Dorf war bis 1848 immer der Herrschaft Aussee untertänig.
Nach der Aufhebung der Patrimonialherrschaften bildete Políc / Polleitz ab 1850 eine politische Gemeinde im Bezirk Hohenstadt und Gerichtsbezirk Müglitz. In den 1850er Jahren begann im Horkawald bei Klopina Eisenerzbergbau und in Džbánov wurde bis zum Ende des 19. Jahrhunderts ein Eisenhammer betrieben. Im Jahre 1900 hatte die Gemeinde Polejc 447 Einwohner. 1930 lebten in dem Ort 455 Menschen, darunter waren vier Deutsche.
Nach dem Münchner Abkommen wurde der Ort 1938 an das Deutsche Reich angegliedert und gehörte bis 1945 zum Landkreis Hohenstadt. 1939 hatte Polleitz 450 Einwohner. Nach dem Zweiten Weltkrieg kam die Gemeinde zur Tschechoslowakei zurück. In der Nachkriegszeit verließ ein Großteil der Einwohner den Ort und übersiedelte in die Grenzgebiete.
1950 lebten in den 80 Häusern von Police nur noch 282 Menschen. 1961 wurde Bezděkov u Úsova eingemeindet und die Gemeinde zugleich dem Okres Šumperk zugeordnet.
Zwischen 1985 und 1990 war Police ein Ortsteil von Úsov. 1990 entstand die Gemeinde Police wieder, Bezděkov u Úsova verblieb jedoch bei Úsov. 1991 lebten in den 76 Wohnhäusern von Police 260 Menschen.

## Gemeindegliederung
Für die Gemeinde Police sind keine Ortsteile ausgewiesen. Zu Police gehört die Ortslage Džbánov (Krug).

## Sehenswürdigkeiten

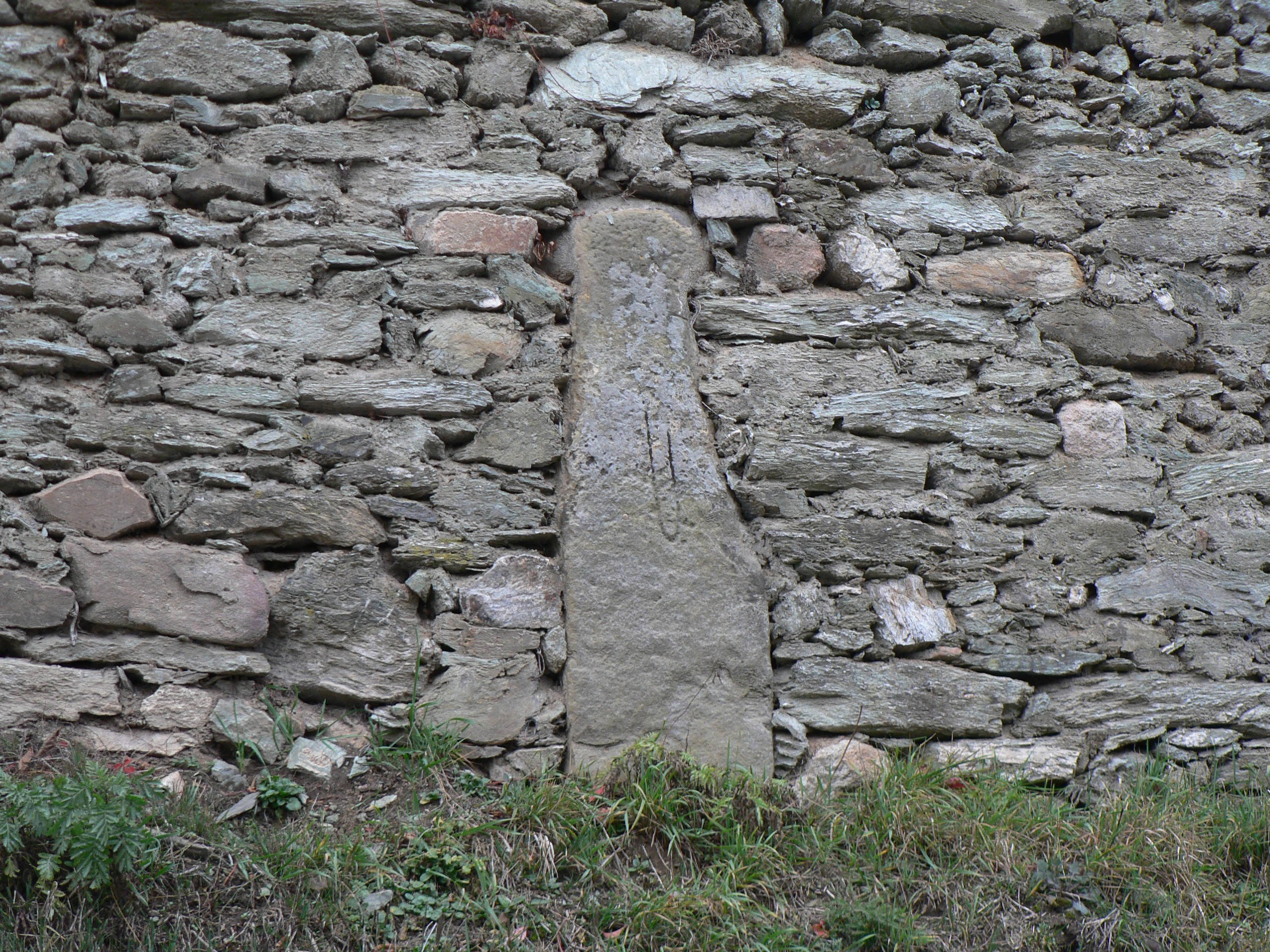
Sühnestein in der Friedhofsmauer

- Filialkirche des hl. Nikolaus, der im 13. Jahrhundert errichtete, ursprünglich gotische Bau wurde bei den Umbauten von 1672 und 1763 barock umgestaltet
- Sühnestein aus dem 15. Jahrhundert, in der Friedhofsmauer
- Steinkreuz vor der Kirche, geschaffen 1850
- Kapelle der hl. Dreifaltigkeit, am Polický rybník, errichtet 1818
- Kreuz mit Pieta, aus dem Jahre 1843
- Preisův mlýn in Džbánov, die Wassermühle ist seit 1437 nachweisbar

## Söhne und Töchter der Gemeinde
- Jan Hloch (1862–1920), Komponist